# Parafia św. Brata Alberta w Kętrzynie
Parafia św. Brata Alberta w Kętrzynie – rzymskokatolicka parafia w Kętrzynie, należąca do dekanatu Kętrzyn w archidiecezji warmińskiej.

## Historia
W latach 80 XX wieku nastąpił znaczny rozwój Kętrzyna. W północnej części miasta, między ulicami: Bolesława Chrobrego a Władysława Jagiełły powstało sporej wielkości osiedle mieszkaniowe. Bloki powstały także wokół ulic: Wojska Polskiego, Różanej i Obrońców Westerplatte. Poza tym powstało osiedle domków jednorodzinnych przy ulicach: Skrajnej i Poniatowskiego. W związku z zaistniałą sytuacją i dużym przyrostem ludności, nastała konieczność utworzenia nowej parafii, na co nie godziły się komunistyczne władze. Sprzyjająca utworzeniu nowej placówki duszpasterskiej sytuacja nadeszła dopiero w 1987 roku. Wówczas ówczesny administrator Diecezji Warmińskiej, biskup Edmund Piszcz wydał stosowne zarządzenie w tej sprawie. Zadanie utworzenia nowej parafii w 1987 roku powierzono ks. mgr. Andrzejowi Dudzie - pierwszemu proboszczowi i dotychczasowemu wikariuszowi parafii św. Katarzyny, z której została ona wydzielona. Po jego śmierci dzieło to kontynuował ks. mgr Andrzej Trejnowski. 12 listopada 1989 roku na ulicy Chrobrego dokonano poświęcenia tymczasowej kaplicy, której dano za patrona Brata Alberta Chmielowskiego, wielkiego świętego z Krakowa, który z wielką troską otaczał swoją opieką ubogich w tym mieście. Wkrótce przywieziono do Kętrzyna relikwie Świętego i w 1990 roku dokonano poświęcenia placu pod budowę kościoła. W 1991 roku poświęcono fundamenty. Kolejni proboszczowie parafii św. Brata Alberta to: ks. dr Józef Leonowicz (2004-2005), ks. prał. mgr Wiesław Kropiewnicki (2005-2009) i ks. prał. mgr Albin Stankiewicz (od 2009). Od 1998 roku kościół stoi wkomponowany w krajobraz tej części miasta. Kościół jest w budowie.

## Zasięg parafii
Do parafii należą wierni z Kętrzyna, mieszkający przy ulicach: Bolesława Chrobrego, Władysława Jagiełły, J. Sobieskiego, Królowej Bony, Skrajnej, Poniatowskiego, Stefana Batorego, Kazimierza Wielkiego, Piastowskiej, Lipowej, Wierzbowej, Królowej Jadwigi, J. Dąbrowskiego, a także wierni z miejscowości: Bałtrucie, Stara Różanka i Nowa Różanka (kaplica filialna).

## Odpusty w parafii
- Odpusty: Św. Brata Alberta (17 VI) i MB Różańcowej (7 X).